# Hugh Trenchard, 1. Viscount Trenchard

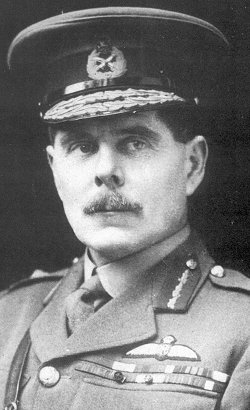
Hugh Trenchard, 1. Viscount Trenchard in der Uniform des Royal Flying Corps

Hugh Montague Trenchard, 1. Viscount Trenchard, GCB, OM, GCVO, DSO (* 3. Februar 1873 in Taunton, Somerset; † 10. Februar 1956 in London) war ein britischer Offizier, der die Royal Air Force federführend mitbegründete und im Ersten Weltkrieg als erster Chief of the Air Staff führte. In diesen Funktionen stieg er zum Marshal of the Royal Air Force auf und erwarb sich den Ruf als Father of the RAF (dt.: „Vater der Royal Air Force“).
Trenchard gilt als Verfechter der strategischen Bombardements, dessen Ziel nicht Truppen, sondern die Infrastruktur des Gegners sein sollte. Wegen seiner überlauten Stimme erhielt er den Spitznamen Boom (Dröhnen, Donnern).

## Leben
Hugh Trenchard trat im März 1891 als Second Lieutenant in die Freiwilligenmiliz Forfar and Kincardine Artillery ein und wurde im September 1893 als Second Lieutenant der Royal Scots Fusiliers in die reguläre Britische Armee übernommen. Er war zunächst in Britisch-Indien stationiert und wurde 1896 zum Lieutenant befördert. Im Februar 1900 zum Captain befördert diente er im Zweiten Burenkrieg in Südafrika, wo er im selben Jahr verwundet, sowie 1902 zum Brevet-Major befördert wurde. Von 1903 bis 1910 war er in Nigeria stationiert und war dort Kommandeur des Southern Nigeria Regiment. Er wurde dort im September 1906 mit dem Distinguished Service Order ausgezeichnet und im Juni 1908 in den temporären Rang eines Lieutenant-Colonel befördert. Aufgrund einer schweren Erkrankung kehrte er Anfang 1910 nach England zurück und wurde ab Oktober 1910 als Brevet-Major und Kompaniechef der Royal Scots Fusiliers in Nordirland eingesetzt.
1912 lernte er beim britischen Flugpionier Thomas Sopwith in dessen Flugschule in Brooklands, Surrey, fliegen und wechselte in das Royal Flying Corps, dem Vorgänger der Royal Air Force. Er hatte damals mit 39 Jahren beinahe schon die damals geltende Flieger-Altersgrenze von 40 Jahren erreicht. Nach Abschluss der Ausbildung wurde Trenchard im September 1913 erneut in den temporären Rang eines Lieutenant-Colonel befördert und zum stellvertretenden Kommandeur der Central Flying School in Upavon, Wiltshire, ernannt. Im Januar 1914 wurde er als Companion des Order of the Bath ausgezeichnet.

## Erster Weltkrieg
Kurz nach Beginn des Ersten Weltkrieges wurde Trenchard an die Westfront versetzt, um dort das Kommando über den aus zwei Staffeln bestehenden No. 1 Wing RAF zu übernehmen, die das IV Corps der British Army und das Indian Corps der British Indian Army unterstützen sollten. Trenchard wurde im Juni 1915 zum Brevet-Colonel und im August 1915 zum temporären Brigadier-General befördert sowie als Nachfolger David Hendersons zum Kommandeur aller Verbände des Royal Flying Corps an der Westfront ernannt. Im März 1916 wurde er zum temporären und im Januar 1917 zum regulären Major-General befördert.
1917 kehrte er nach Großbritannien zurück, um dort die Flugausbildung neu zu organisieren. Im Januar 1918 wurde er als Knight Commander des Order of the Bath geadelt. Als im Januar 1918 das Air Council eingerichtet wurde, wurde Trenchard das Amt des Chief of the Air Staff übertragen, er war damit Oberkommandierender der britischen Luftwaffe. Mit seiner Hilfe gelang die Fusion des Royal Flying Corps und des Royal Naval Air Service zur Royal Air Force. Nach einem Streit mit dem Minister der Luftwaffe, Harold Harmsworth, trat er jedoch von seiner Position zurück, zwei Wochen bevor die Royal Air Force im April 1918 offiziell gebildet werden sollte.
Trenchard nahm seine aktive Laufbahn wieder auf und organisierte als Kommandeur der Independent Force heftige Bombardements gegnerischer Eisenbahnen, Flugplätze und Industriezentren in der letzten Phase des Ersten Weltkriegs.

## Spätere Jahre
Nach Ende des Ersten Weltkriegs holte ihn Winston Churchill im März 1919 als Chief of the Air Staff zurück. Als ab August 1919 neue luftwaffenspezifische Dienstgrade eingeführt wurden, wurde Trenchard, bislang Major-General, als Air Vice-Marshal eingestuft und wenige Tage später zum Air Marshal befördert. Am 9. Oktober 1919 erhielt er die erbliche Adelswürde eines Baronet, of Wolfeton in the County of Dorset. Im Januar 1924 wurde er zum Knight Grand Cross des Order of the Bath erhoben.
Trenchard blieb im Amt des Chief of the Air Staff bis zu seiner Pensionierung Ende 1929. In dieser Zeit setzte er sich besonders dafür ein, dass die Royal Air Force als eigenständige Teilstreitkraft erhalten blieb. Während dieser Zeit kamen britische Bombenflugzeuge bei der Bekämpfung von Rebellen in den Kolonien zum Einsatz. Auch die Verwendung von Giftgas gegen Aufständische im Irak fiel in Trenchards Amtszeit. Am 1. April 1922 wurde er zum Air Chief Marshal und am 1. Januar 1927 zum ersten Marshal of the Royal Air Force befördert.
Nach seinem Ausscheiden aus dem aktiven Dienst wurde er am 23. Januar 1930 als Baron Trenchard, of Wolfeton in the County of Dorset, zum erblichen Peer erhoben und dadurch ins britische Oberhaus aufgenommen, von 1931 bis 1935 war er Commissioner des Metropolitan Police Service. Dort leitete er ebenfalls wichtige Reformen ein, insbesondere im Bereich der Ausbildung. Im Juli 1935 wurde er als Knight Grand Cross in den Royal Victorian Order aufgenommen und am 31. Januar 1936 wurde er zum Viscount Trenchard, of Wolfeton in the County of Dorset, erhoben.
Während des Zweiten Weltkrieges kehrte Trenchard nicht mehr in den aktiven Dienst zurück. Aufgrund seiner häufigen Besuche auf Flugplätzen und bei anderen Luftwaffeneinheiten galt er inoffiziell jedoch als Generalinspekteur der Royal Air Force. Im Januar 1951 wurde ihm der Order of Merit verliehen.
Hugh Trenchard starb am 10. Februar 1956. Er wurde in der Kapelle der Royal Air Force in der Westminster Abbey beigesetzt.

## Ehe und Nachkommen
Er war seit 1920 mit Katherine Isabel Salvin Bowlby (1885–1960), Witwe des Hon. James Boyle (1880–1914), Sohn des David Boyle, 7. Earl of Glasgow, verheiratet. Mit ihr hatte er zwei Söhne, von denen der ältere, Hugh Trenchard (1921–1943), im Zweiten Weltkrieg fiel und der jüngere, Thomas Trenchard (1923–1987), 1957 seine Adelstitel erbte.